# Lill-Kvarntjärnen, Norrbotten
Lill-Kvarntjärnen är en sjö i Bodens kommun i Norrbotten och ingår i Råneälvens huvudavrinningsområde.